# Тама (кішка)

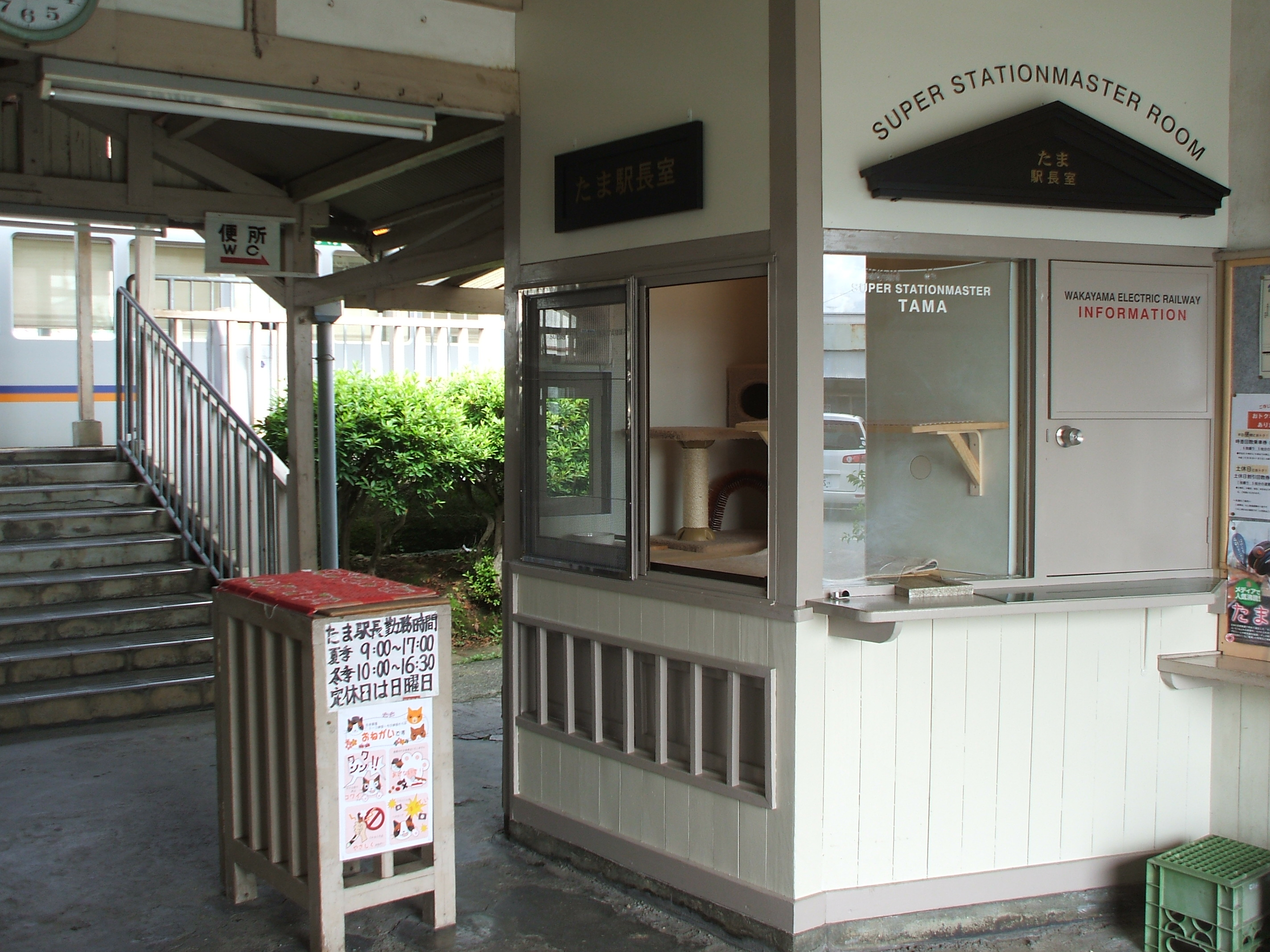
Службовий офіс

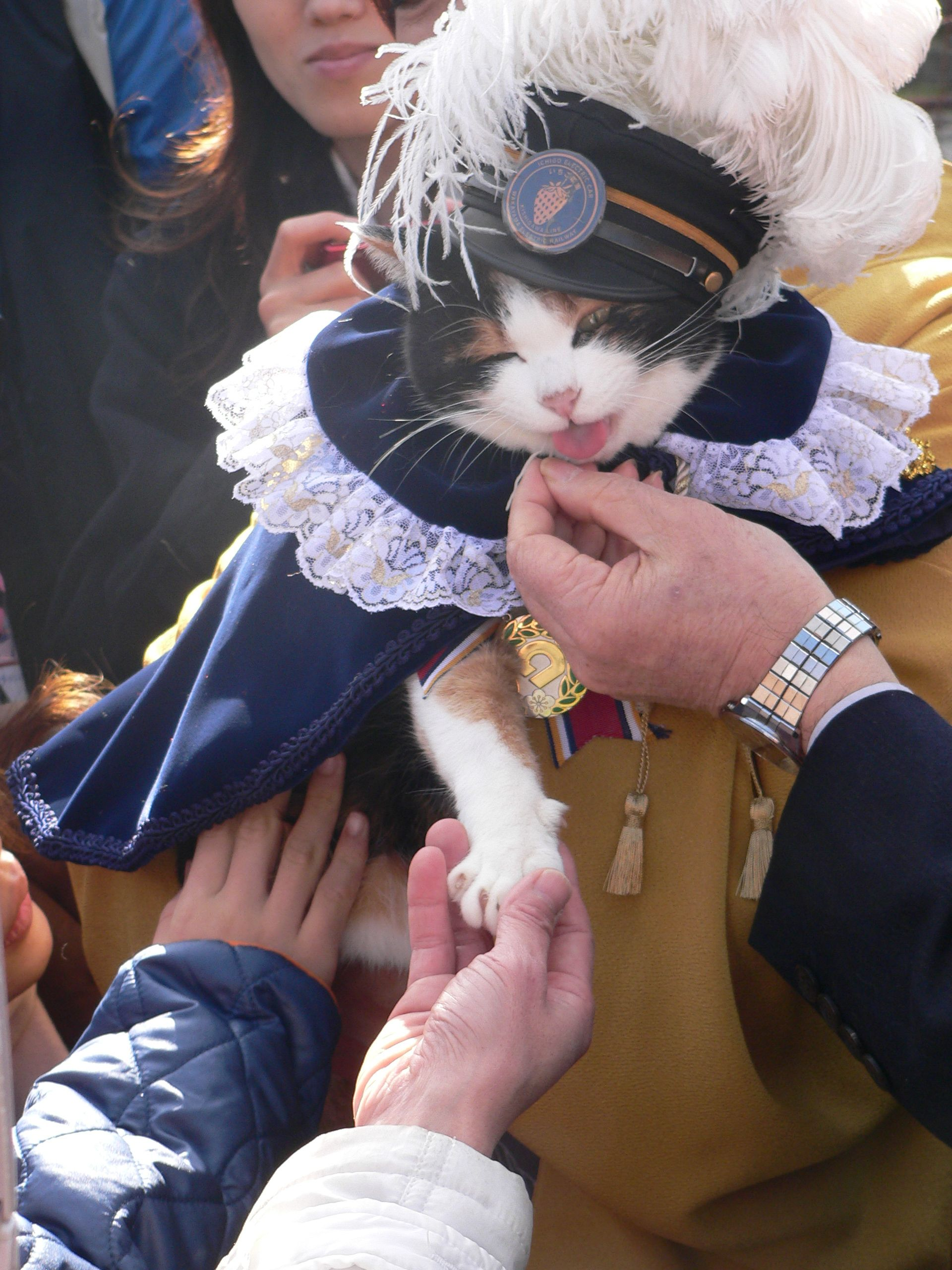
Тама 2009 року на зустрічі із прихильниками

Тама (яп. たま; 29 квітня 1999 — 22 червня 2015) — кішка, що обіймала посаду станційного доглядача і виконавчого директора залізничної станції Кісі в японському місті Кінокава префектури Вакаяма.

## Життєпис

### Ранні роки
У квітні 2006 року залізнична компанія Вакаями звільнила всіх співробітників станцій задля скорочення витрат. Станційних доглядачів набрали на роботу за сумісництвом, за невелику зарплату серед співробітників місцевих підприємств поблизу кожної станції. Для станції Кісі на посаду станційного доглядача обрали Тосіко Кояму, бакалійницу, що жила неподалік. Кояма годувала на станції безпритульних котів, серед яких була Тама.

### Кар'єра
У січні 2007 року залізничні чиновники вирішили офіційно назвати Таму станційним доглядачем. Її основним обов'язком на цій посаді було привітання пасажирів. Посада передбачала носіння кашкета доглядача, а «робочий день» тривав з 9 до 17 години; замість зарплатні залізниця годувала Таму котячою їжею.
Призначення Тами викликало збільшення пасажиропотоку за місяць на 17 % у порівняні з січнем 2006 року; статистика перевезення пасажирів за березень 2007 року показала 10 % зростання проти попереднього фінансового року. Дослідження показали, що розголос призначення Тами сприяв припливу 1,1 млрд єн до місцевої економіки.

### Підвищення
У січні 2008 року Таму підвищили до «старшого станційного доглядача». У церемонії взяли участь президент компанії та мер міста. Внаслідок свого просування по службі вона стала «єдиною жінкою на керівній посаді» в компанії.
На своїй новій посаді Тама мала навіть власний «офіс» — перероблену будку для продажу квитків, обладнану котячим туалетом. У січні 2010 року залізничні чиновники сприяли просуванню Тами на посаду «операційного директора» (Operating Officer) на знак визнання її внеску в розширення клієнтської бази компанії. Тама — перша кішка, що стала одним із керівників залізничної корпорації.
Штат складався з двох котячих станційних доглядачів-помічників: кота Тібі й матері Тами, рудої смугастої кішки Міїко. Тама з'явилася в документальному фільмі про кішок під назвою «Котячий шлях» (La Voie du chat) французькою і «Котячі уроки» (Katzenlektionen) німецькою мовою італійського режисера Міріам Тонелотто.
З усієї Японії натовпи туристів приїжджали до невеликої Кінокави подивитися на незвичайного працівника.

### Останні роки
Тама, яка до самої смерті виконувала функції доглядача станції, останнім часом сильно хворіла. Директор залізниці кілька разів відвідував тварину в місцевій лікарні й очікував, що вона одужає, щоб відсвяткувати 10-річчя своєї роботи на посаді.
Тама померла 22 червня 2015 року від серцевої недостатності у віці 16 років (у людському еквіваленті це близько 80 років). Після її смерті, тисячі прихильників з усієї Японії приїхали, щоб попрощатись із твариною. Вона була вшанована похороном у стилі Сінто на станції й отримала посмертний титул «Почесний вічний станційний наглядач».
Президент залізничної компанії «Wakayama Electric Railway» Міцунобу Кодзіма подякував Тамі за її роботу і пообіцяв встановити в липні 2015 року монумент на її честь.
Після Тами на посаду начальника станції призначили нову кішку на ім'я Нітама.

## Галерея

### Тама та помічники

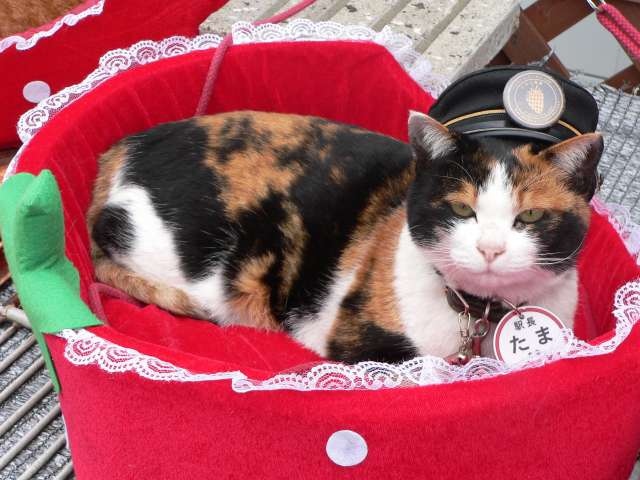
Тама 2007 року
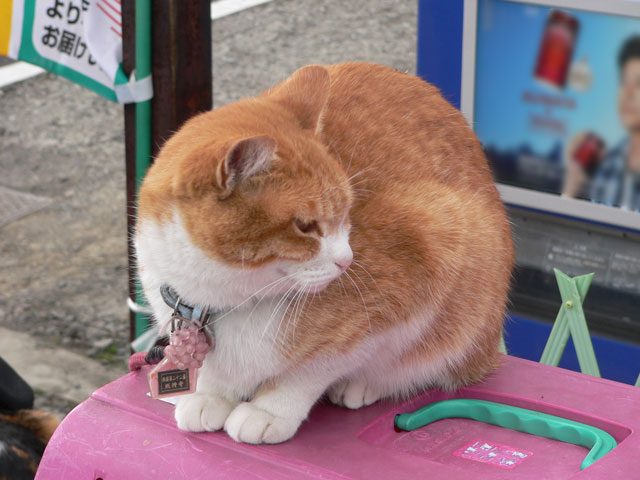
Тібі — помічник Тами
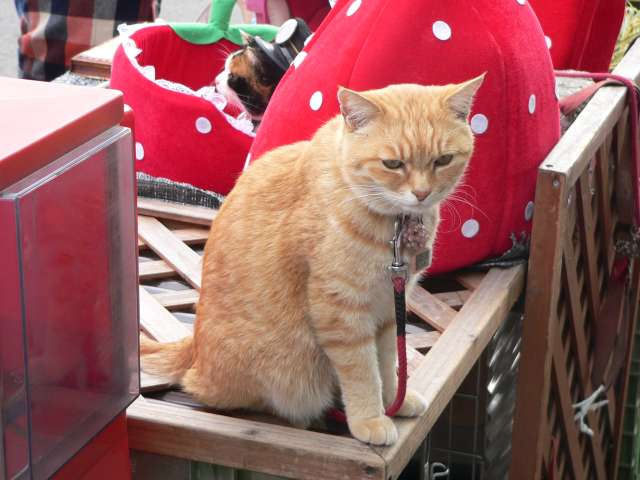
Інший помічник — Міїко
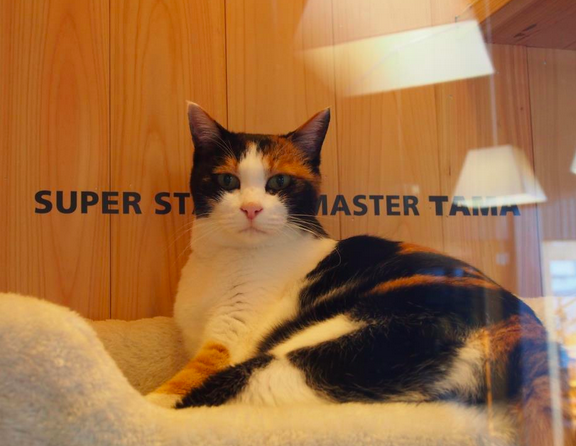
Тама
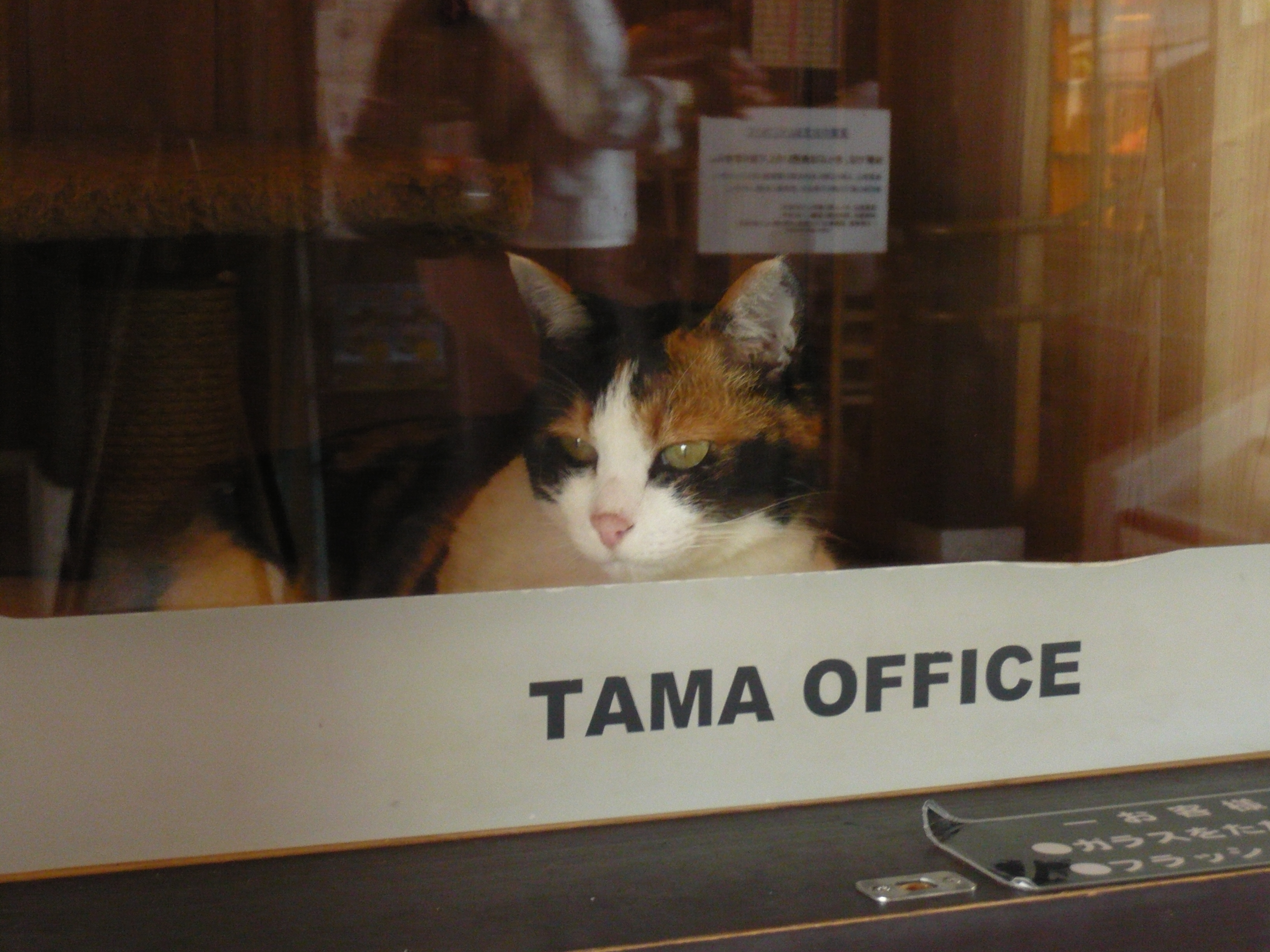
Під час роботи в офісі
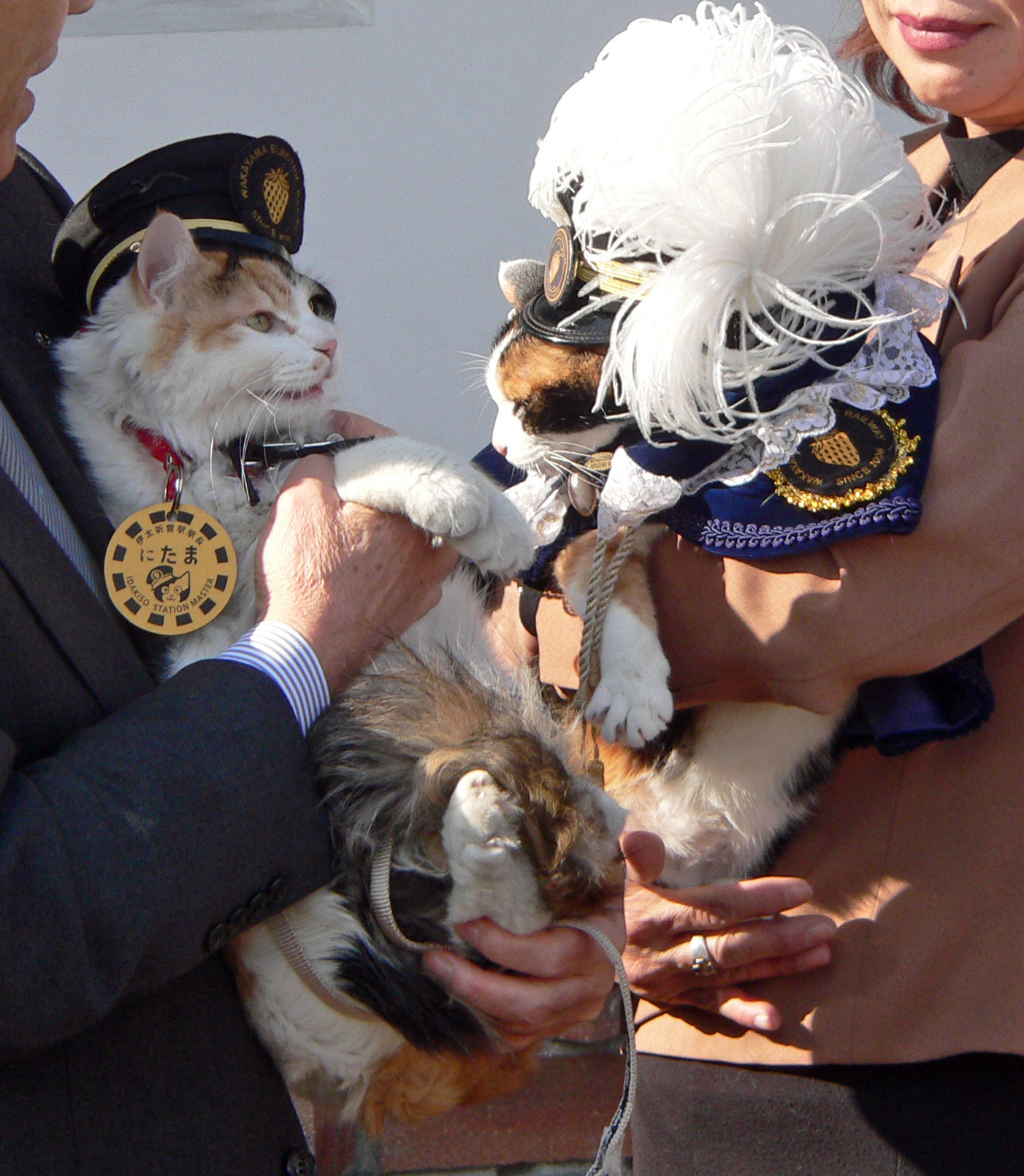
Тама на зустрічі із Нітамою

### Ушанування пам'яті

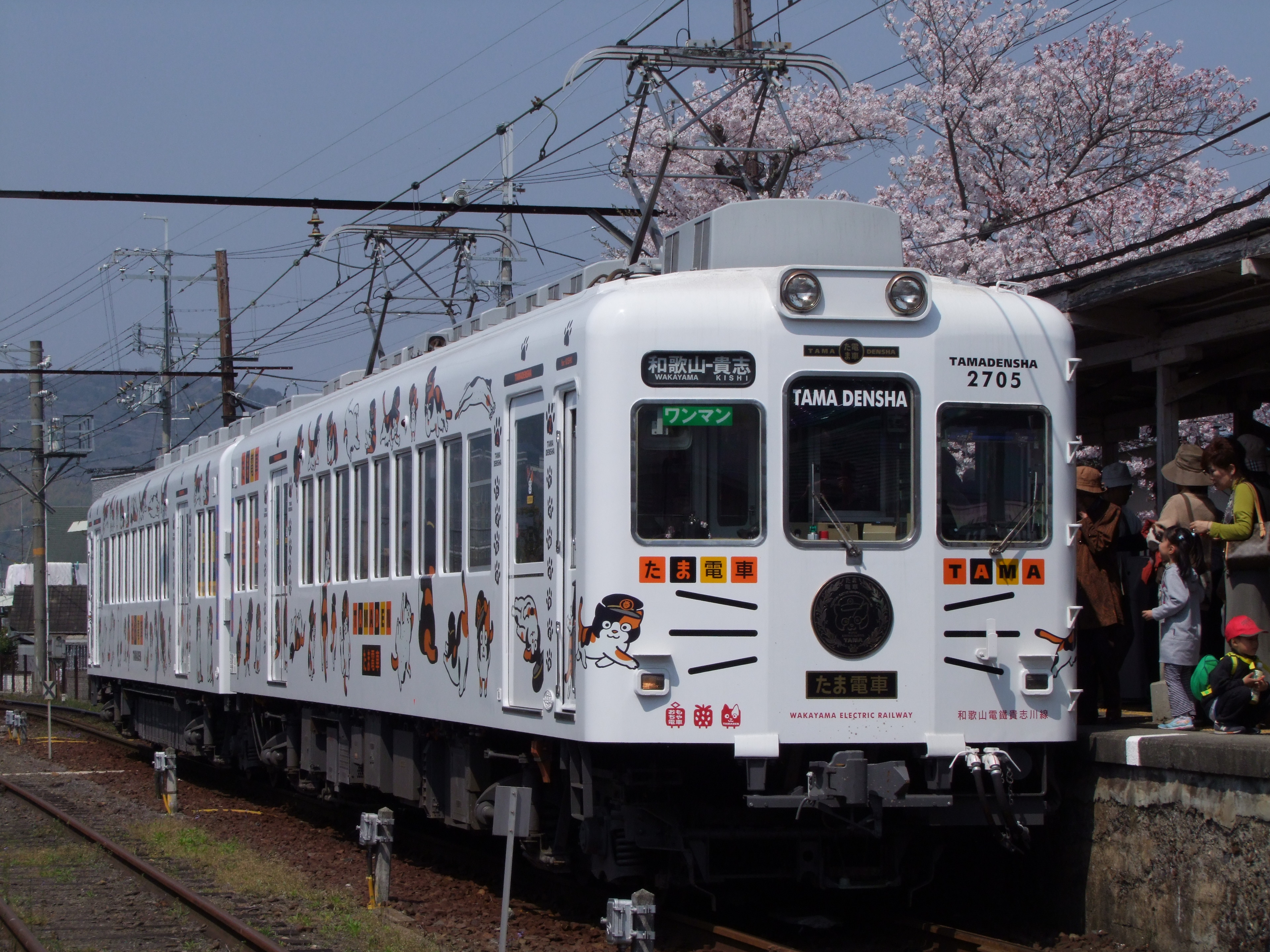
Електропоїзд, названий на честь Тами
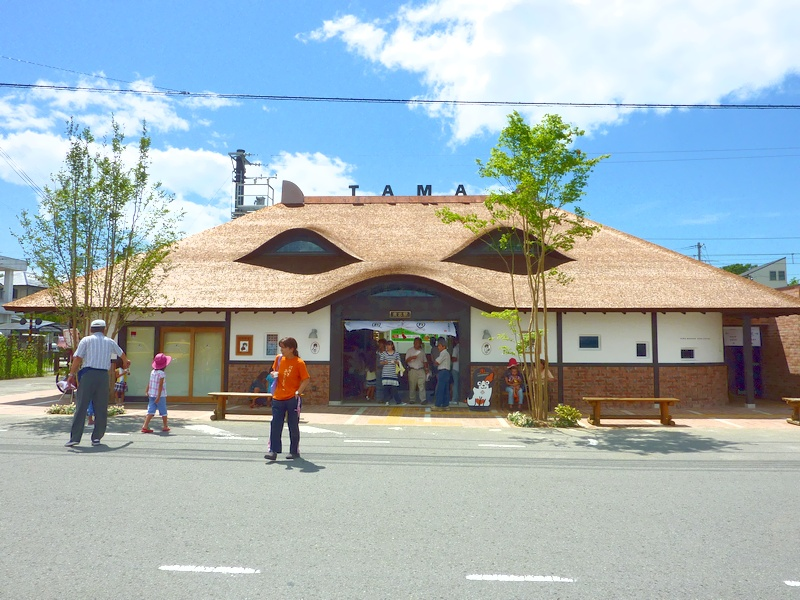
Станція Кісі, перебудована на честь Тами
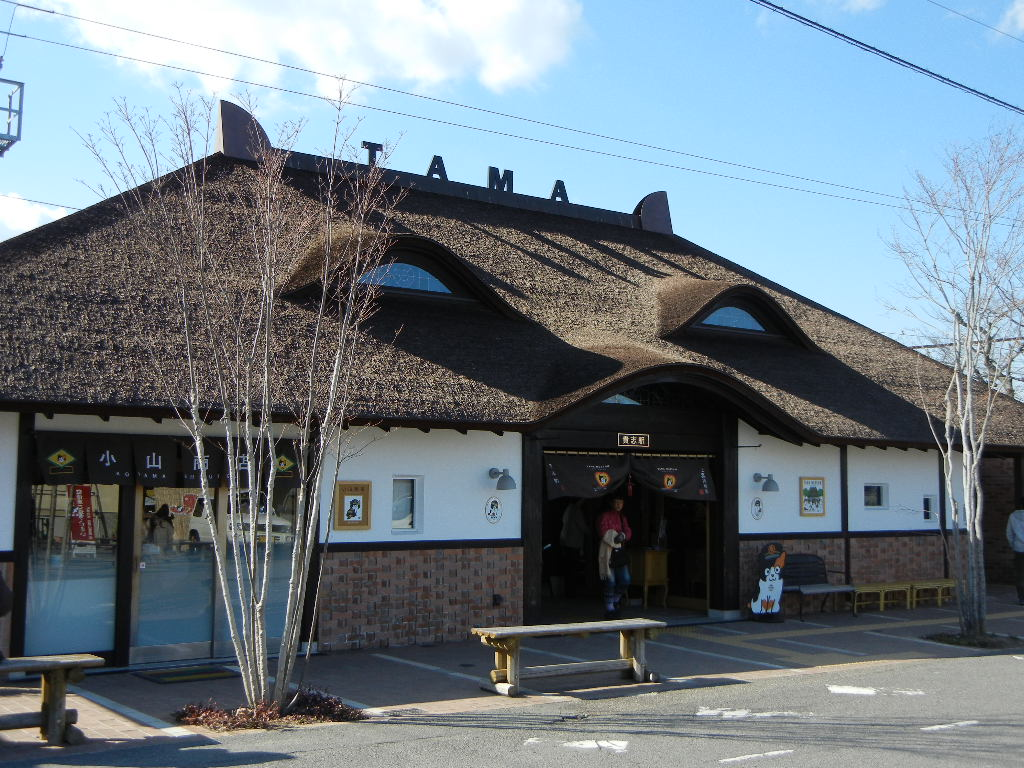
Станція Кісі
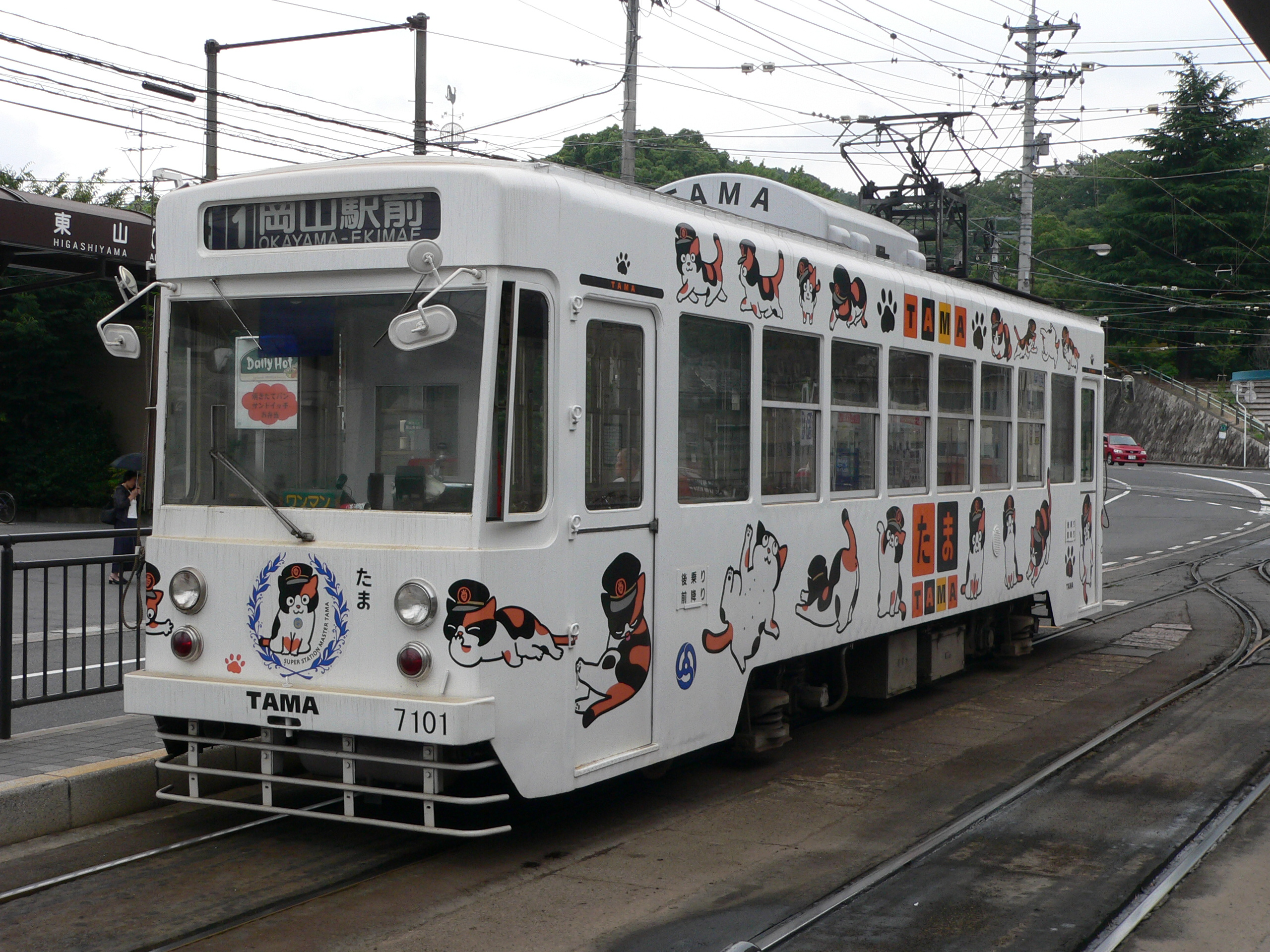
Трамвай, присвячений Тамі
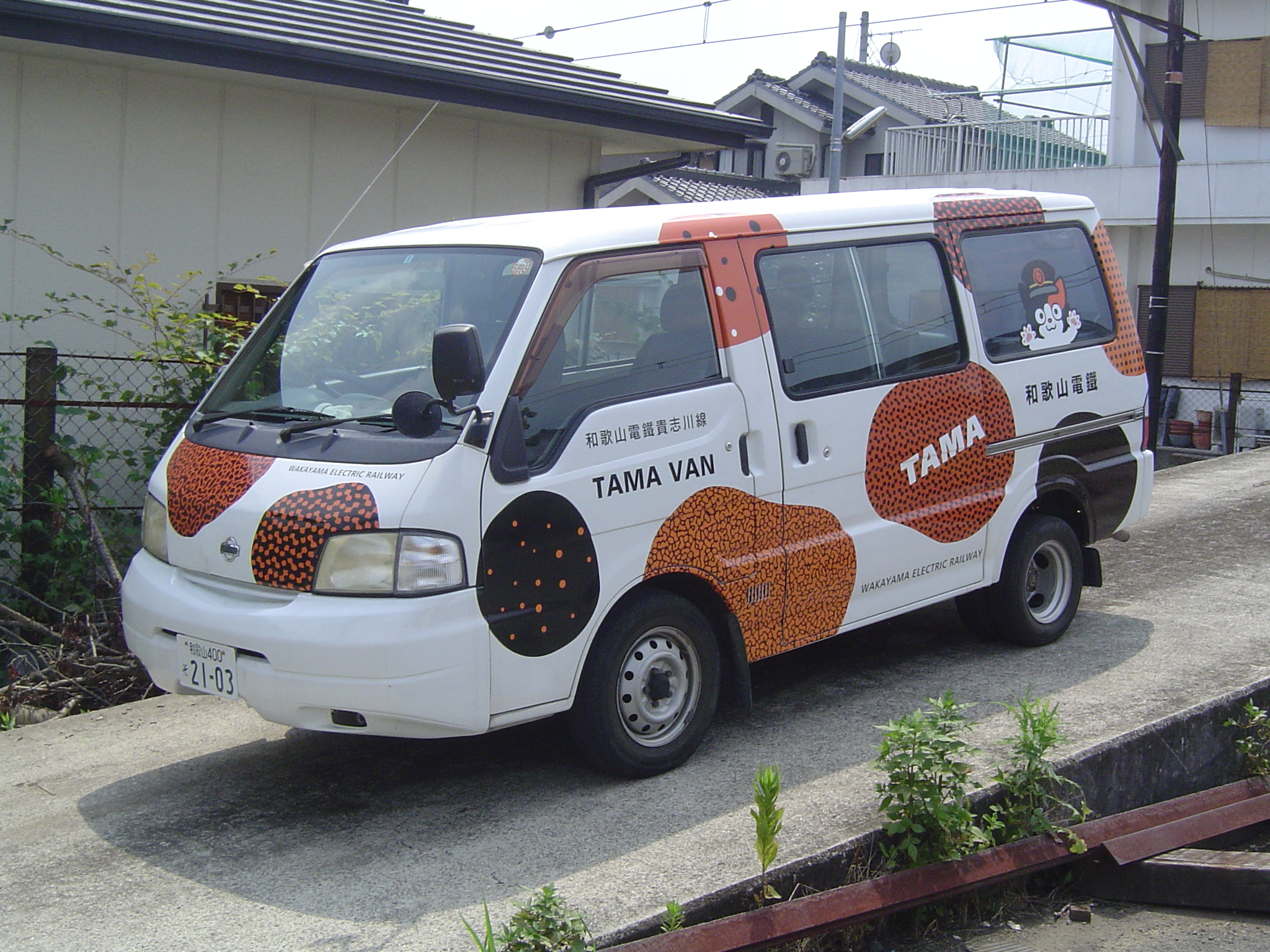
Тама-вен, мікроавтобус